# Nissan Almera
Come Nissan Almera sono state commercializzati vari modelli della casa automobilistica giapponese Nissan sin dal 1995; sul mercato europeo è stata principalmente e sino al 2006 una berlina di classe compatta, commercializzata nel resto del mondo con denominazioni diverse a seconda dei mercati di destinazione.

## Nissan Almera N15 (1995–2000)
La prima Nissan Almera, sigla di progetto N15, è entrata in produzione alla fine del 1995, ed è andata a rimpiazzare la Sunny. Il nome "Sunny" era stato utilizzato dalla Nissan su vari modelli, per quasi 30 anni.
In Italia era chiamata "NX Almera" ed era disponibile con carrozzeria 3 e 5 porte. La lunghezza era di 4120 mm, la larghezza di 1690 mm e l'altezza di 1400 mm ed era spinta dalla trazione anteriore su tutte le versioni.
Le motorizzazioni benzina disponibili, tutte a 4 cilindri, furono il 1.4 16V da 87 cv per gli allestimenti S, GX e SLX, il 1.6 16V da 100 cv per gli allestimenti SR e SLX. La versione più potente, disponibile solo a 3 porte, fu la 2.0 GTi da 143 cv aveva una velocità massima di 210 km/h e uno 0-100 di 8,2 secondi. La motorizzazione diesel fu solo il 2.0 da 75 cv per gli allestimenti GX e SLX.
La Almera è in gran parte identica alla Nissan Pulsar (N15) venduta in Giappone, salvo un diverso assetto e la gamma di motori a benzina.
Per quanto riguarda la sicurezza automobilistica il risultato del crash test Euro NCAP del 1999 è stato di 1.5 stelle.

## Nissan Almera N16 (2000–2006)

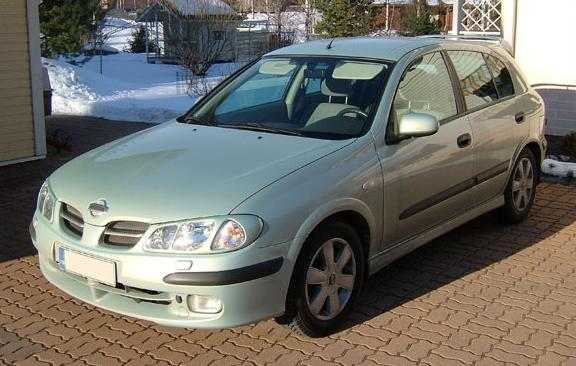
Nissan Almera N16

Presentata al Salone di Francoforte nell’autunno 1999 e lanciata sul mercato all'inizio del 2000, la seconda generazione Nissan Almera, sigla di progetto N16, utilizzava una versione profondamente rivista del telaio MS della prima generazione con una carrozzeria completamente nuova. Le dimensioni esterne sono leggermente aumentate, passando a una lunghezza di 4.197 mm, una larghezza di 1.706 mm e un'altezza di 1.448 mm.
Alla nuova Almera, oltre alle versioni berlina a due volumi a 3 e 5 porte, e berlina a tre volumi (non commercializzata in tutti i paesi), nel 2000 si è aggiunta anche la versione monovolume denominata Nissan Almera Tino.
Nuovamente sottoposta al crash test nel 2001 ha raggiunto il punteggio di 4 stelle.
Nel 2003 fu lanciato l'ultimo restyling; costruita a Washington (Tyne and Wear), nel Regno Unito, cambiava il frontale con fari lenticolari, fari posteriori di nuovo disegno, e plancia di nuovo disegno.
Le motorizzazioni di questo restyling furono 4, due a benzina, un 1.5 16v ed un 1.8 16v (anche con cambio automatico), e due diesel di origine Renault, ossia un 1.5 dCi molto parsimonioso nei consumi, ed un potente 2.2 dCi da 136 cv. Le versioni furono nell'ordine: Visia (modello base con la plancia della "vecchia" Almera), la versione lussuosa, denominata Acenta (seguita poco dopo dalla Acenta Plus), e la sportiva Tekna, disponibile solo con motore 1.8 16v o 2.2 dci.
La produzione finì il 29 novembre 2006. La sua erede, ovvero la Tiida, viene importata solo in alcuni Paesi, soprattutto asiatici ed americani; su altri mercati è stata sostituita dal SUV Nissan Qashqai in un primo momento, e dal 2014 dalla Nissan Pulsar.